# Austin Hays
Pour les articles homonymes, voir Hays.
Austin Hays (né le 5 juillet 1995 à Daytona Beach, Floride, États-Unis) est un joueur de champ extérieur des Orioles de Baltimore de la Ligue majeure de baseball.

## Carrière
Joueur des Dolphins de l'université de Jacksonville, Austin Hays est choisi par les Orioles de Baltimore au 3e tour de sélection du repêchage amateur de 2016. Quinze mois plus tard, il est le premier joueur repêché en 2016 à être promu dans les Ligues majeures.
Il fait ses débuts dans le baseball majeur avec Baltimore le 7 septembre 2017 face aux Yankees de New York.
Le 22 Juin 2022, il réussit un cycle lors d'un match contre les Nationals de Washington.